# Rubehovoszanger
De rubehovoszanger (Scepomycter winifredae rubehoensis) is een zangvogel uit de familie Cisticolidae. Eerder werd deze vogel beschouwd als een aparte soort maar bij een taxonomische herziening in 2025 is het een ondersoort geworden van Mrs. Moreaus voszanger.

## Verspreiding en leefgebied
Deze ondersoort is endemisch in het Rubeho- en Ukagurugebergte in oostelijk Tanzania.